# آسیات سایتوف
آسیات سایتوف (روسی: Асят Мансурович Саитов؛ زادهٔ ۱ ژانویهٔ ۱۹۶۵) دوچرخه‌سوار اهل روسیه است.